# مارگت هونکر
مارگت هونکر (انگلیسی: Margot Honecker؛ زادهٔ ۱۷ آوریل ۱۹۲۷ – درگذشتهٔ ۶ مه ۲۰۱۶) یک سیاست‌مدار اهل آلمان بود. مارگت هونکر در ۶ مه ۲۰۱۶، در سن ۸۹ سالگی درگذشت.